# Jekyll
Jekyll är en brittisk skräck/dramaserie som producerades av Hartswood Films och sändes på BBC 2007.
Serien hade svensk premiär på SVT i oktober 2008.

## Handling
Tom Jackman är den siste levande släktingen till  Dr Jekyll och mr Hyde. Med hjälp av modernaste teknik lyckas han tämja sin mörka sida men en urgammal organisation har andra planer för honom.

## Rollista i urval
- James Nesbitt - Dr Tom Jackman / Hyde / Dr Jekyll
- Gina Bellman - Claire Jackman
- Paterson Joseph - Benjamin Maddox
- Denis Lawson - Peter Syme
- Michelle Ryan - Katherine Reimer
- Meera Syal - Miranda Callender
- Fenella Woolgar - Min